# 国府白浜

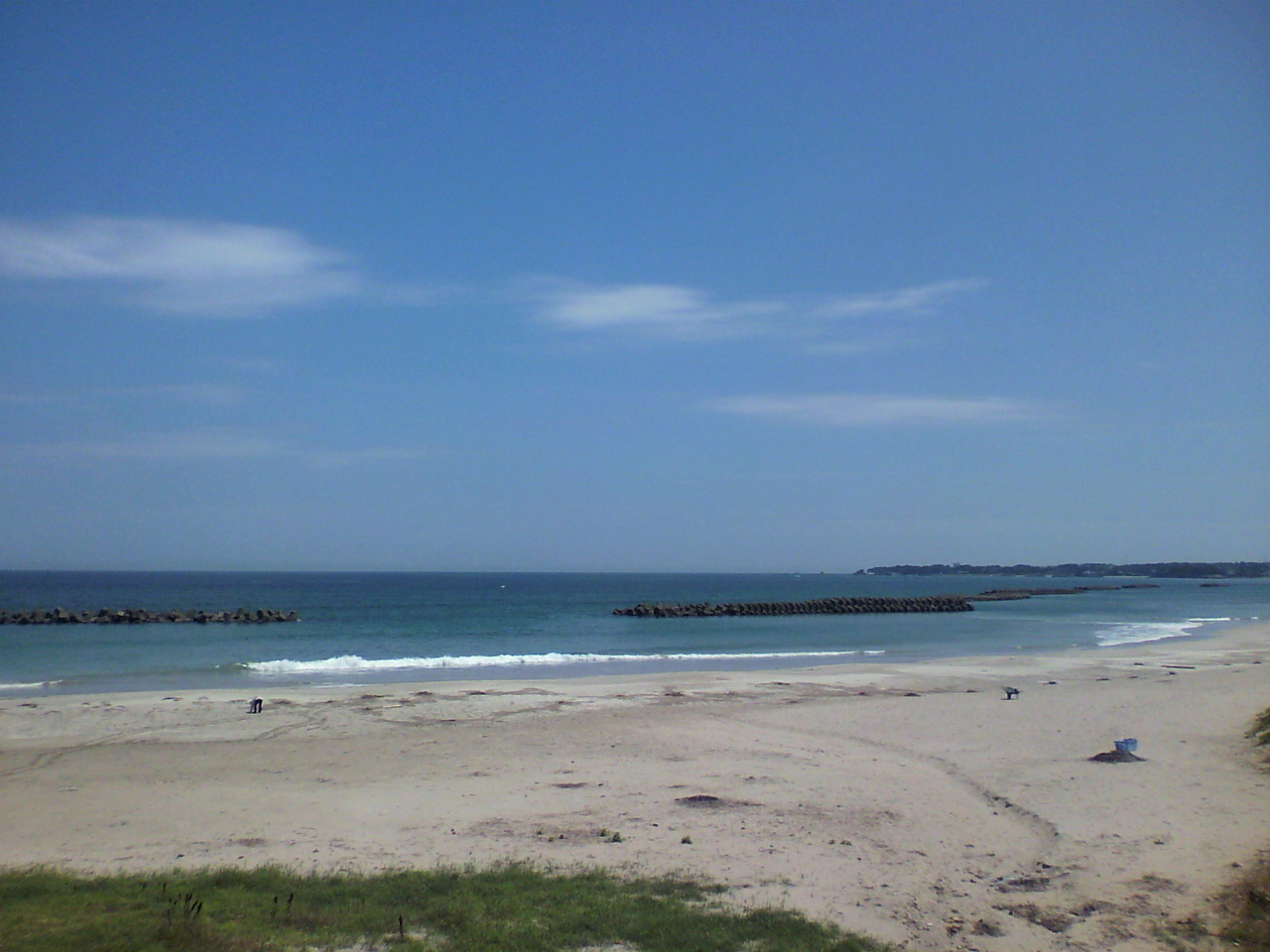
国府白浜北端

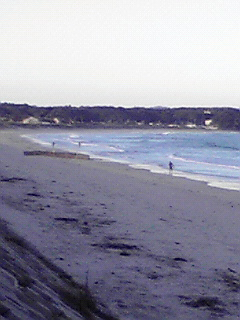
オフシーズンの国府白浜
2008年11月26日撮影

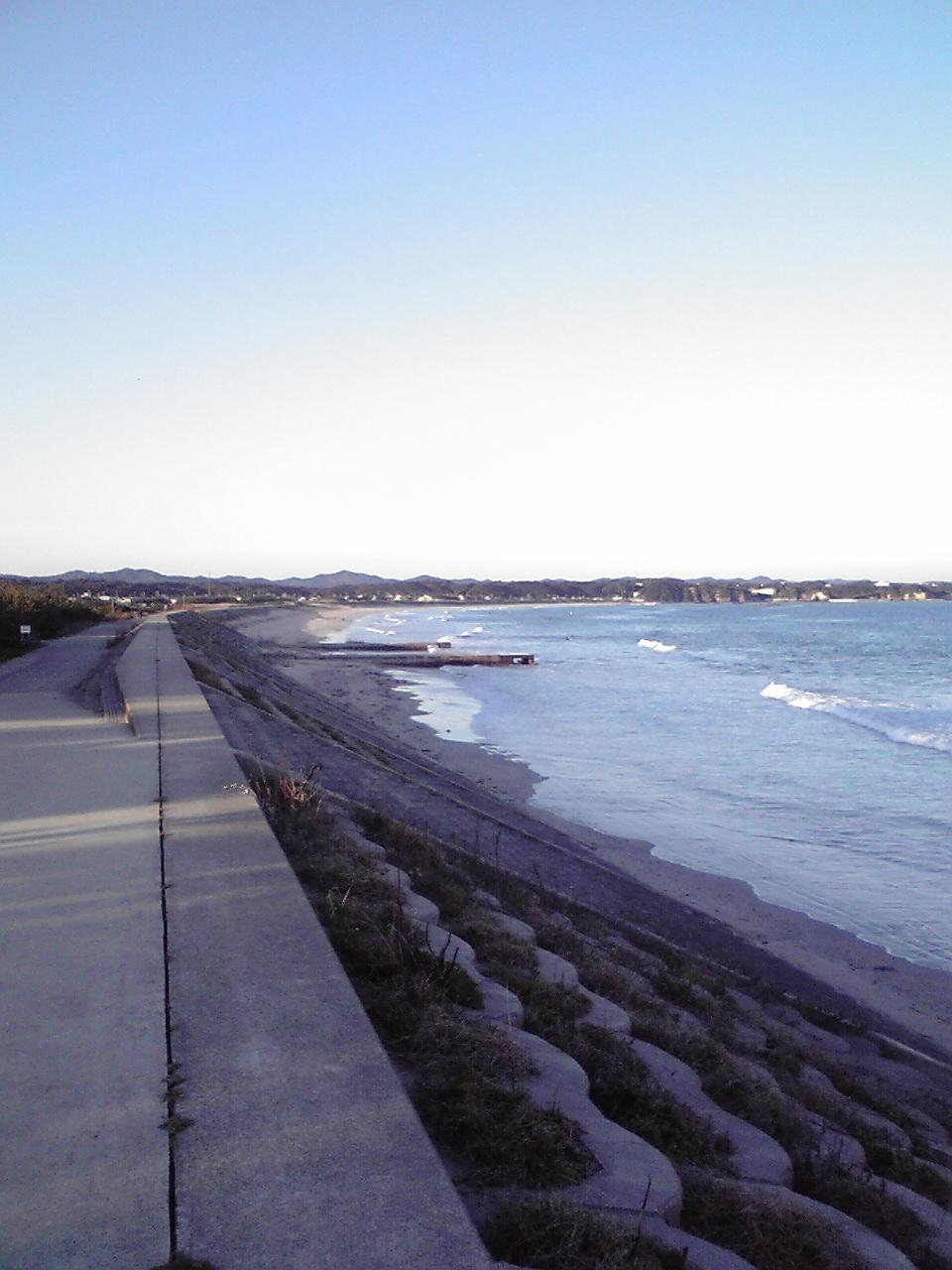
阿児の松原南端

国府白浜（こうしらはま）は、三重県志摩市阿児町国府にある海浜。通称は国府の浜。
中部地方及び近畿地方では有数のサーフポイントである。所在地は志摩市であるが、サーファーの間では国府白浜を含む周辺域のサーフスポットを「伊勢」と総称する。

## 地形
浜長約3kmに及ぶ、太平洋に面した遠浅の海岸である。
浜の頂上には防風林として黒松林が連なる。また、砂浜の砂の粒度は細かい。

## 利用
サーフィンに適し、夏季を中心に1年を通して三重県内外から訪れるサーファーが見られるが、近年はボディーボードも盛んである。主なサーフポイントは松林・三角・ラスタ前・テトラ前・第5テトラ・観覧席・水門前・壊れた水門前の8箇所ある。サーフィンの大会も行われ、2012年（平成24年）8月22日から5日間「第47回全日本サーフィン選手権大会」が開かれた。
サーフィンが盛んになるまでは、大粒のハマグリを産する好漁場であったが、今は見られなくなった。
2011年（平成23年）5月1日に、漁業を含めた海の事故が起きないように初めて安全祈願祭を挙行した。祈願祭は国府駐車場組合が企画し、同組合と日本サーフィン連盟三重支部の関係者約30名が出席し、玉串の奉納などが行った。2018年（平成30年）より、夏休み期間中に三重大学医学部の学生団体が監視台に常駐し、国民健康保険志摩市民病院の医師から電話指示を受けながら病気や怪我をした海水浴客の初期対応を行っている。

## 名称の由来
所在地区名の「国府（こう）」に由来する。地区名の通り、ここには志摩国の国府及び国分寺がおかれた。

## 阿児の松原海水浴場
阿児の松原海水浴場（あごのまつばらかいすいよくじょう）は、国府白浜の南に隣接する海水浴場である。名前の通り、砂浜の頂上に松林が広がっている。所在地は志摩市阿児町甲賀で、こちらは比較的波が穏やかで、サーファーは少ない。 2010年（平成22年）の水質調査では「AA」（最高）と判定された。
東南海地震・南海地震が発生した場合、阿児の松原には20分で津波が来ると想定されており、避難訓練が実施されている。
- 付近に志摩市の運営する「阿児の松原スポーツセンター」がある。
- 阿胡行宮に際して柿本人麻呂が当地のことを詠んだとする短歌の石碑が設置されている。
- 海水浴シーズン、三重県で唯一ライフセーバーが常駐している。

## 施設等
海水浴場周辺には民間の駐車場が多数存在する。駐車料金は1日1000円である。有料のシャワーを併設しているところが多い。
付近に水着のまま入店できる喫茶店がいくつか見られ、夏季は海の家が開かれる。

## アクセス
三重県道514号安乗港線及び三重県道61号磯部大王線の沿線にある。
国府白浜
近鉄志摩線鵜方駅より三重交通バス「安乗」行き乗車、「国府白浜」下車、すぐ。
阿児の松原海水浴場
鵜方駅より三重交通バス「志島循環」乗車、「阿児の松原」下車、徒歩1分。

## ギャラリー

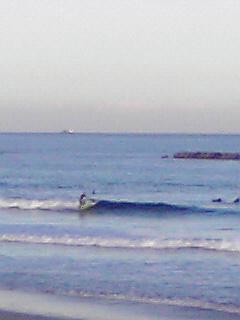
サーフィンをする男性
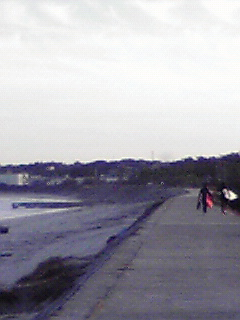
サーフィンを終えた女性